# Åslebygdens församling
Åslebygdens församling är en församling i Falköpings pastorat i Falköpings och Hökensås kontrakt i Skara stift. Församlingen ligger i Falköpings kommun i Västra Götalands län.

## Administrativ historik
Församlingen bildades 1 januari 2010 genom en sammanslagning av Åsle, Mularp, Tiarp och Skörstorps församlingar och ingår sedan dess i Falköpings pastorat.

## Kyrkor
- Mularps kyrka
- Skörstorps kyrka
- Tiarps kyrka
- Åsle kyrka